# 异棘口属
异棘口属（学名：Allechinostomum）为棘口科的一个属。现并入棘隙属（Echinochasmus Dietz, 1909）。

## 下属物种
本属包括以下物种：
- 乌鹳异棘口吸虫 Allechinostomum nigriciconiatum Ku,Chiu,Li et Zhu,1974